# Миро Старый
Миро́ Ста́рый (или Старший) (кат. Miró el Vell) (умер в 896) — граф Конфлана (под именем Миро I) (870—896) и Руссильона (878—896), представитель Барселонской династии.

## Биография
Миро был третьим сыном графа Барселоны Сунифреда I. Его старшими братьями были первый наследный граф Барселоны Вифред I Волосатый и граф Бесалу Радульф. О жизни Миро между 848 годом, датой гибели его отца, и 870 годом, когда он стал владельцем графства Конфлан, ничего не известно. Миро получил это графство благодаря Вифреду Волосатому, который передал младшему брату часть владений умершего графа Саломона Урхельского, отданных ему королём Западно-Франкского государства Карлом II Лысым.
В сентябре 873 года Миро и его брат Вифред Волосатый прибыли в селение Формигера в области Капси. Здесь 21 сентября в присутствии графов, местного духовенства и жителей архиепископ Нарбона Сигебод освятил новую церковь. В том же селении 23 сентября состоялась встреча Миро и Вифреда с братьями Олибой II и Акфредом I Каркассонскими. Возможно, что здесь мог обсуждаться вопрос о совместных действиях этих правителей против маркграфа Готии Бернара, в прошлом году на несколько месяцев захватившим Каркассон.
В 876 году граф Миро начал войну с маркграфом Бернаром Готским. Союзниками Миро были его младший брат, монах Сунифред, специально для этого бежавший из своего монастыря, и виконт Нарбонны Линдой. Помощь брату оказал и Вифред I Волосатый. Исторические хроники приводят разные причины возникновения конфликта: одни сообщают, что он был спровоцирован Бернаром Готским, разорившим некоторые земли в Руссильоне и в Нарбоннской области, другие — желанием сыновей графа Сунифреда I, в первую очередь, монаха Сунифреда, возвратить бывшие владения своего отца. Войско во главе с Миро Старым вторглось в земли графа Бернара и произвело там страшное опустошение. Особенно сильно пострадали находившиеся здесь богатые церкви и монастыри. Захватив графство Руссильон, Миро и его союзники изгнали из своих владений всех сторонников Бернара Готского, не только светских лиц, но и священнослужителей (в том числе, архиепископа Нарбонны Сигебода). Граф Бернар не смог отвоевать захваченные у него земли, а начатый им в 877 году мятеж против короля Людовика II Заики привёл его к поражению и потере всех владений. Собор в Труа, состоявшийся в августе — сентябре 878 года под председательством папы римского Иоанна VIII, осудил Бернара Готского как изменника и 11 сентября принял решение лишить его всех владений. Часть из них король Людовик II передал графу Вифреду Волосатому и его родственникам. Сам Вифред получил графства Барселона и Жирона. Миро, несмотря на его осуждение собором за ущерб, нанесённый им церквям во время похода 876 года, сохранил в своей власти графство Руссильон. Монах Сунифред, осуждённый папой римским за бегство из монастыря, был вынужден вернуться в свою обитель, но вскоре (возможно уже в этом году) был поставлен своими братьями аббатом большого монастыря Санта-Мария-де-Арлес в Валеспире.

Каталонские графства в IX—XII веках

К 878 году относится и важнейшее, с точки зрения средневековых хронистов, событие правления Миро — основание графом монастыря Сант-Микель-де-Куша, впоследствии ставшего одним из крупнейших монастырей Каталонии. Согласно хроникам, из-за наводнения в этом году был полностью разрушен очень почитаемая в то время в Каталонии обитель, монастырь Сант-Андреу-д'Эшалада. Немногие спасшиеся от стихии монахи во главе с аббатом Протасием обратились к Миро с просьбой выделить им место для строительство новой бенедиктинской обители, что граф и сделал. На его личные средства была построена новая монастырская церковь и по его повелению все владения и привилегии, бывшие у монастыря Эскалада, были переданы новообразованной обители. Это позволило монастырю Сан-Мигель-де-Кюкса уже через четыре года после своего основания стать одним из богатейшим аббатств Каталонии.
Миро Старый оказывал покровительство и другим монастырям, находившимся во владениях его семьи. Среди таких монастырей особой любовью графа пользовалось аббатство Лаграс. Средневековые исторические хроники говорят об участии Миро в освобождении от власти мусульман Осоны в начале 880-х годов и содействии брату Вифреду Волосатому в основании монастырей Санта-Мария-де-Риполь и Сан-Хуан-де-лас-Абадесас. Незадолго до своей смерти граф Миро сделал богатое дарение епархии Эльна, которое было подтверждено буллой папы римского Романа и хартией короля Западно-Франкского государства Карла III Простоватого.
Граф Миро Старый умер в 896 году. От брака с Киксилоной (Кишол) он имел только одну дочь Готлану, жену Бенсио, старшего сына графа Ампурьяса Суньера II. Так как Миро не оставил наследников мужского пола, его владения были разделены: его брат, Вифред I Волосатый, получил графство Конфлан вместе с пагами Валеспир, Капсир и Фенольеда, а граф Суньер II — графство Руссильон.